# Convento de la Concepción (Ágreda)
El convento de la Concepción es un convento de clausura monástica de las Madres Concepcionistas situado en la villa española de Ágreda, en la provincia de Soria. 

## Características

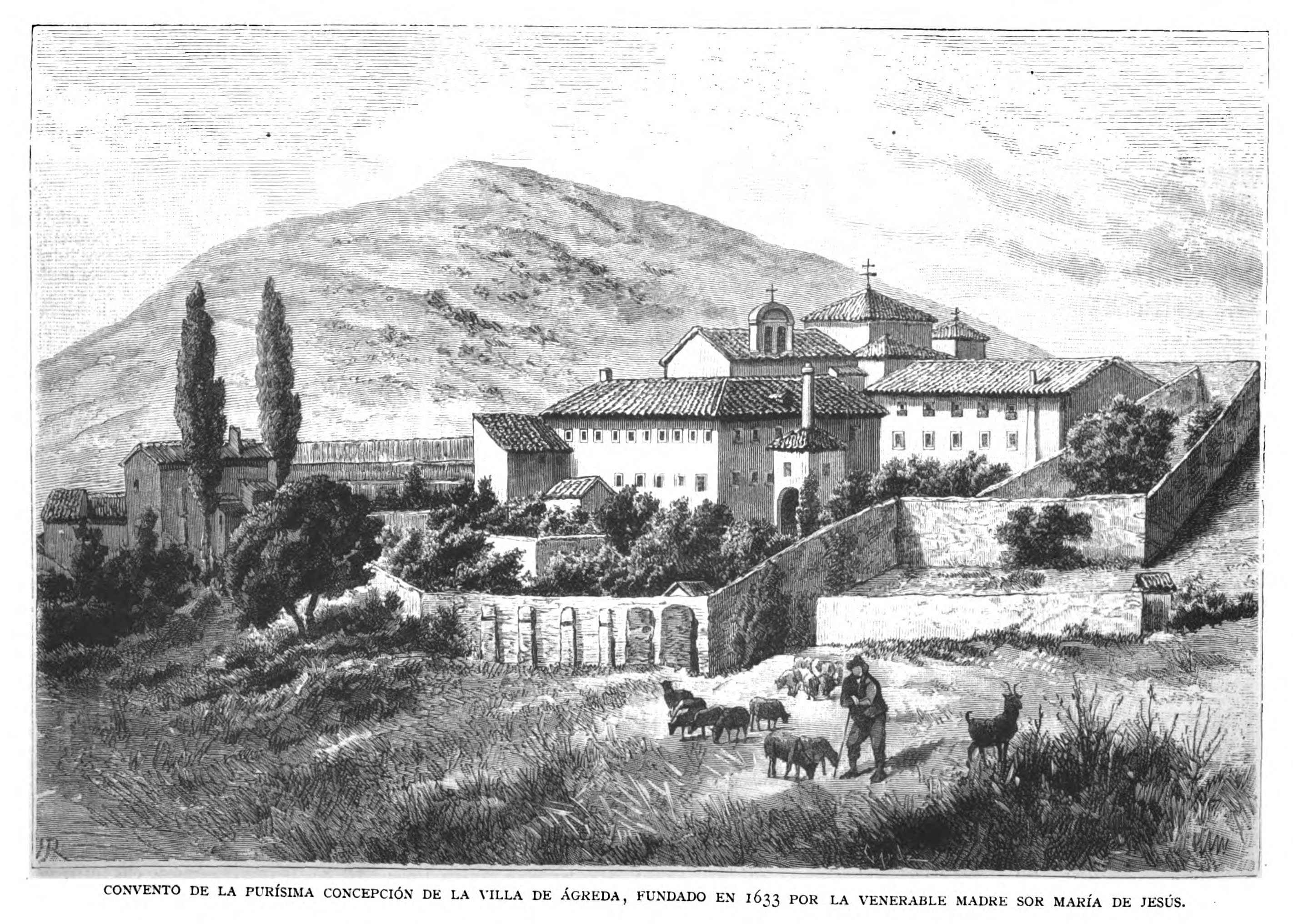
Vista del convento en la segunda mitad del

El edificio era la casa particular de la venerable María de Jesús de Ágreda, que ella misma convirtió en convento y donde se alberga el Museo Sor María Jesús de Ágreda.
El convento, activo en la actualidad, cuenta con una iglesia con retablos, ambos del siglo XVII.

## Visitas
El convento en sí no está abierto al público, únicamente la iglesia y el museo aceptan visitas de julio a septiembre todos los días, salvo los lunes, de las 11:00 a 13:00 y de 17:00 a 19:00h. El convento se encuentra en la calle Vozmediano, 29, teléfono de contacto: 976 192 714 (Oficina de turismo) y 976 647 188 (Ayuntamiento) para información general, visitas guiadas o reservas de grupos.

## Galería

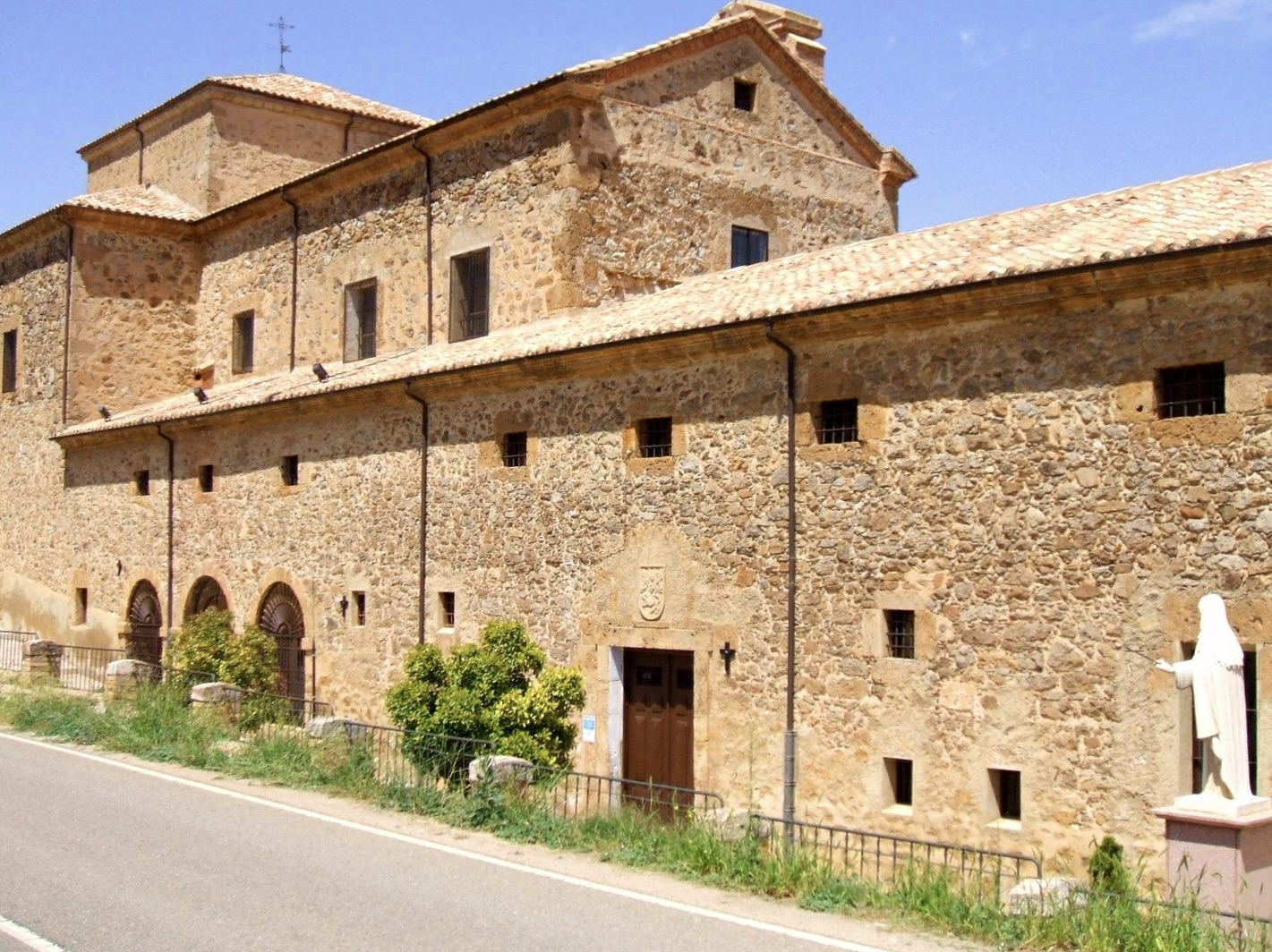
Vista frontal.
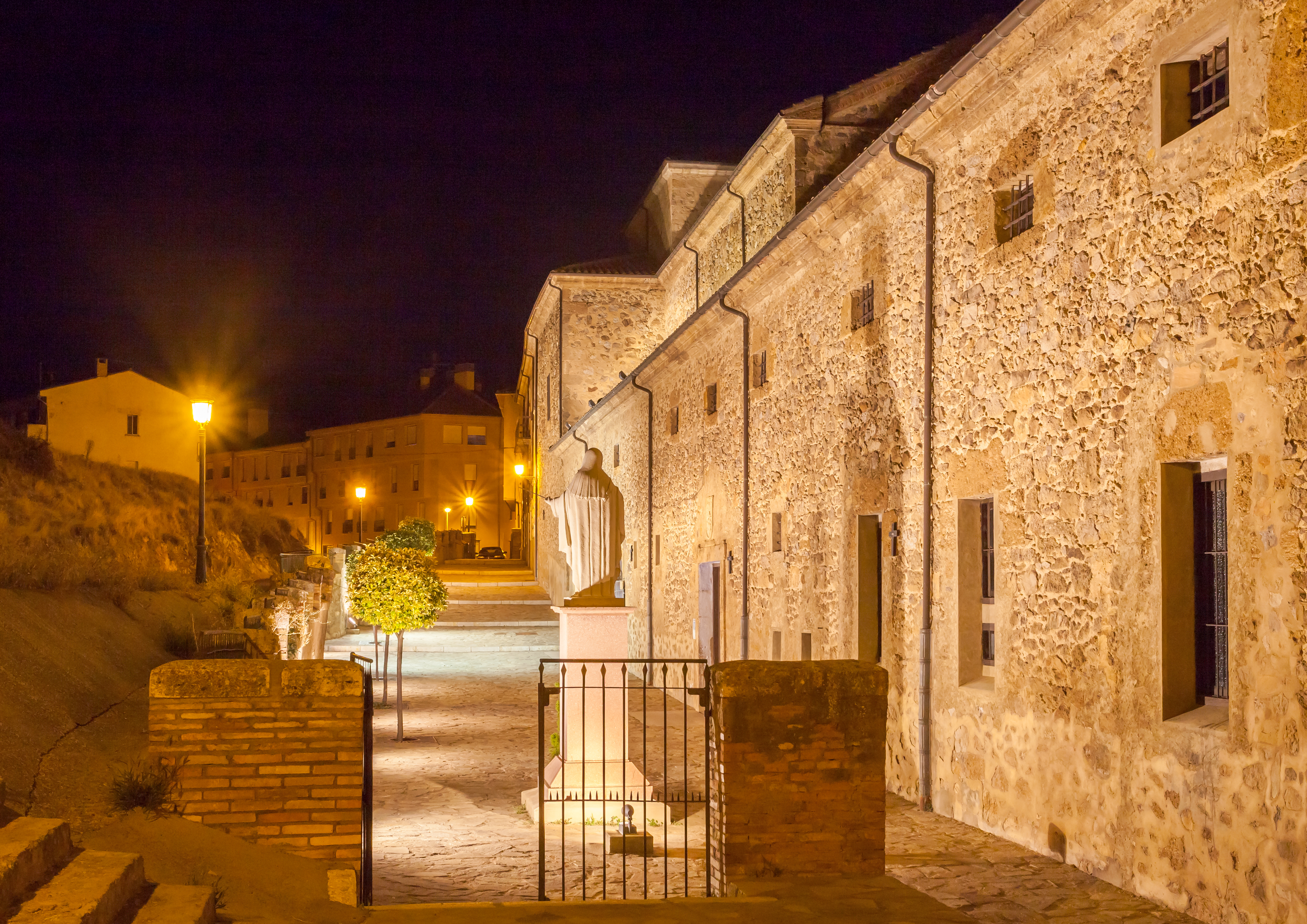
Vista nocturna.
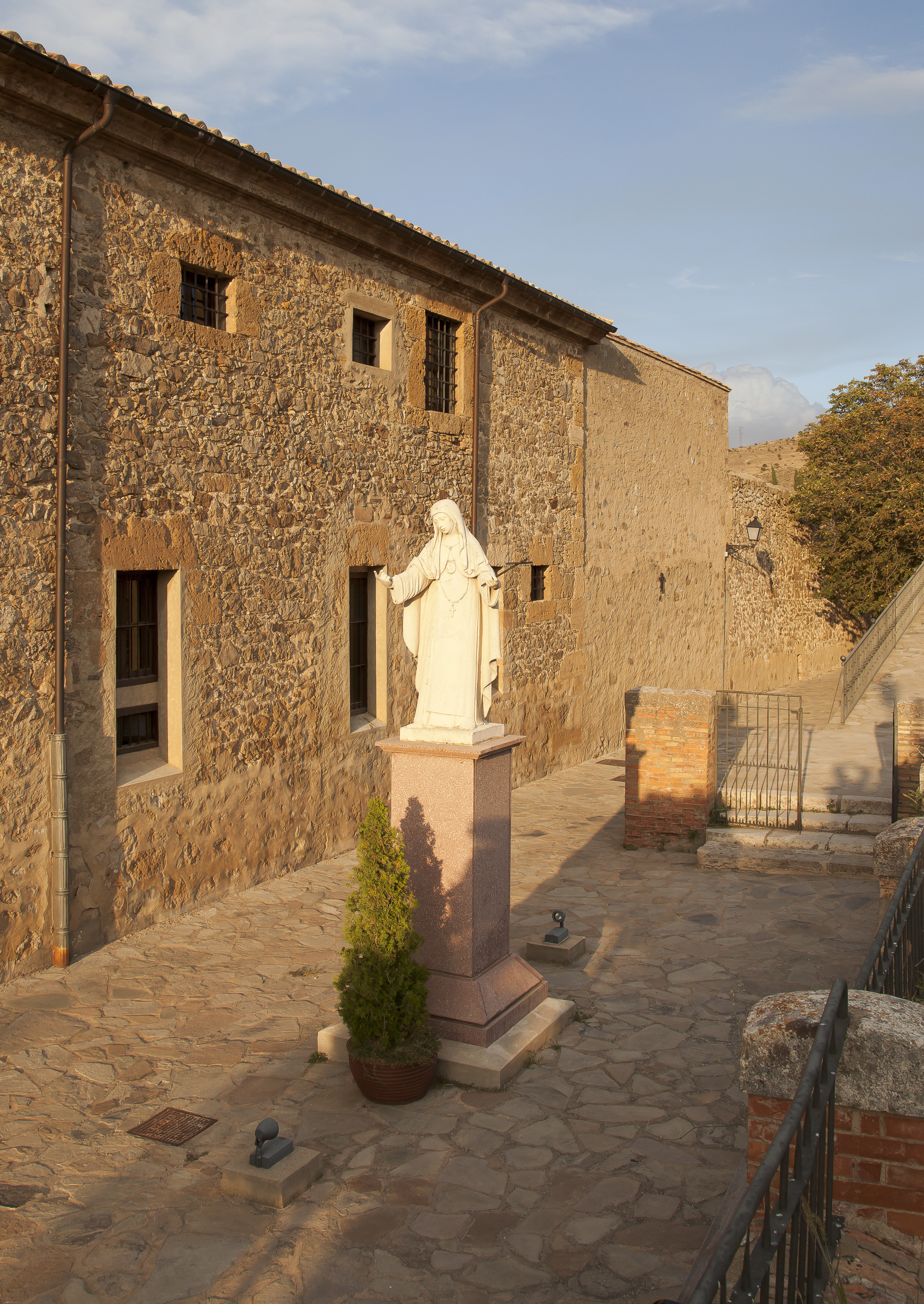
Estatua de la Venerable María de Jesús de Ágreda en el exterior del convento.
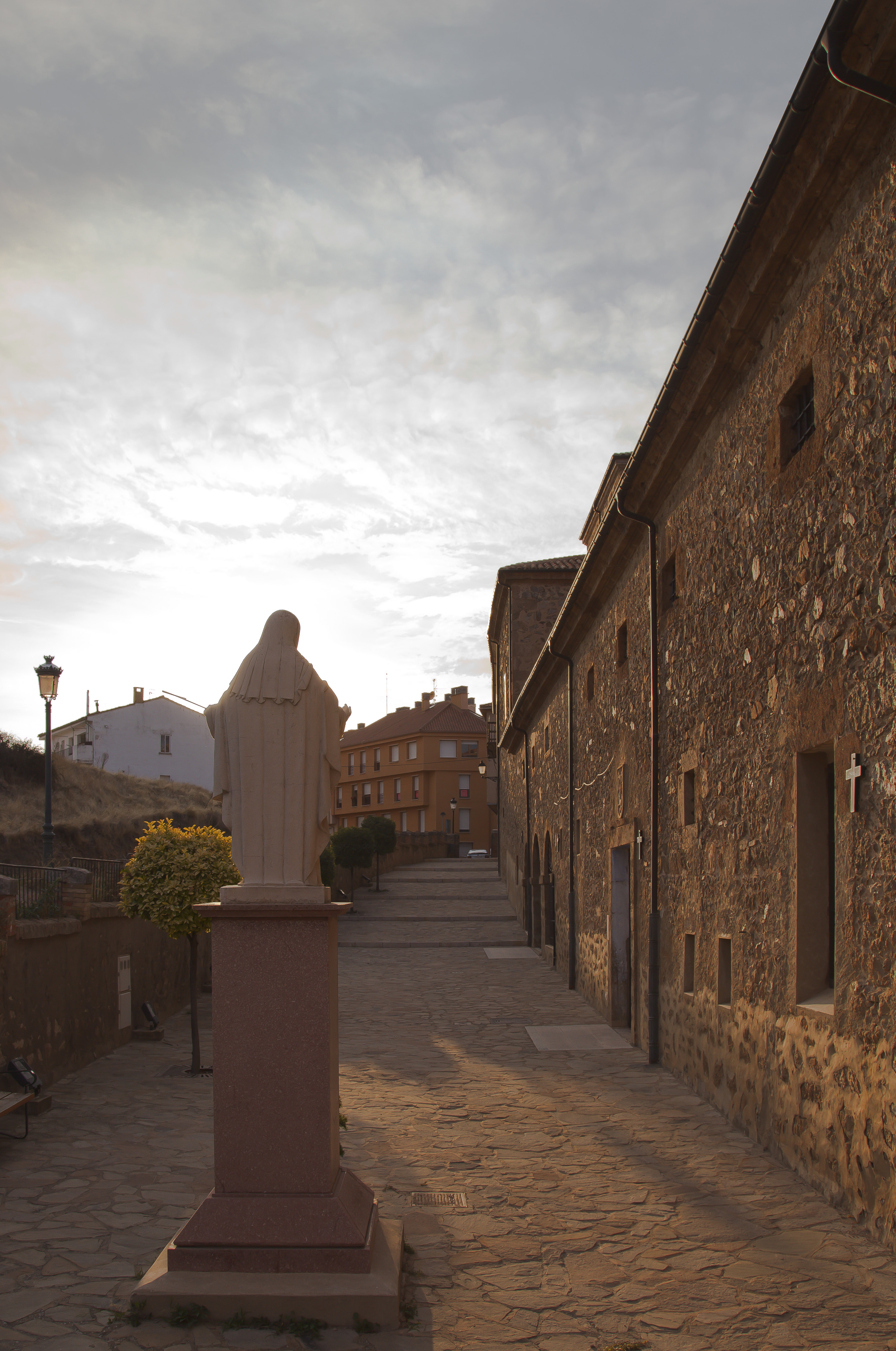
Vista posterior
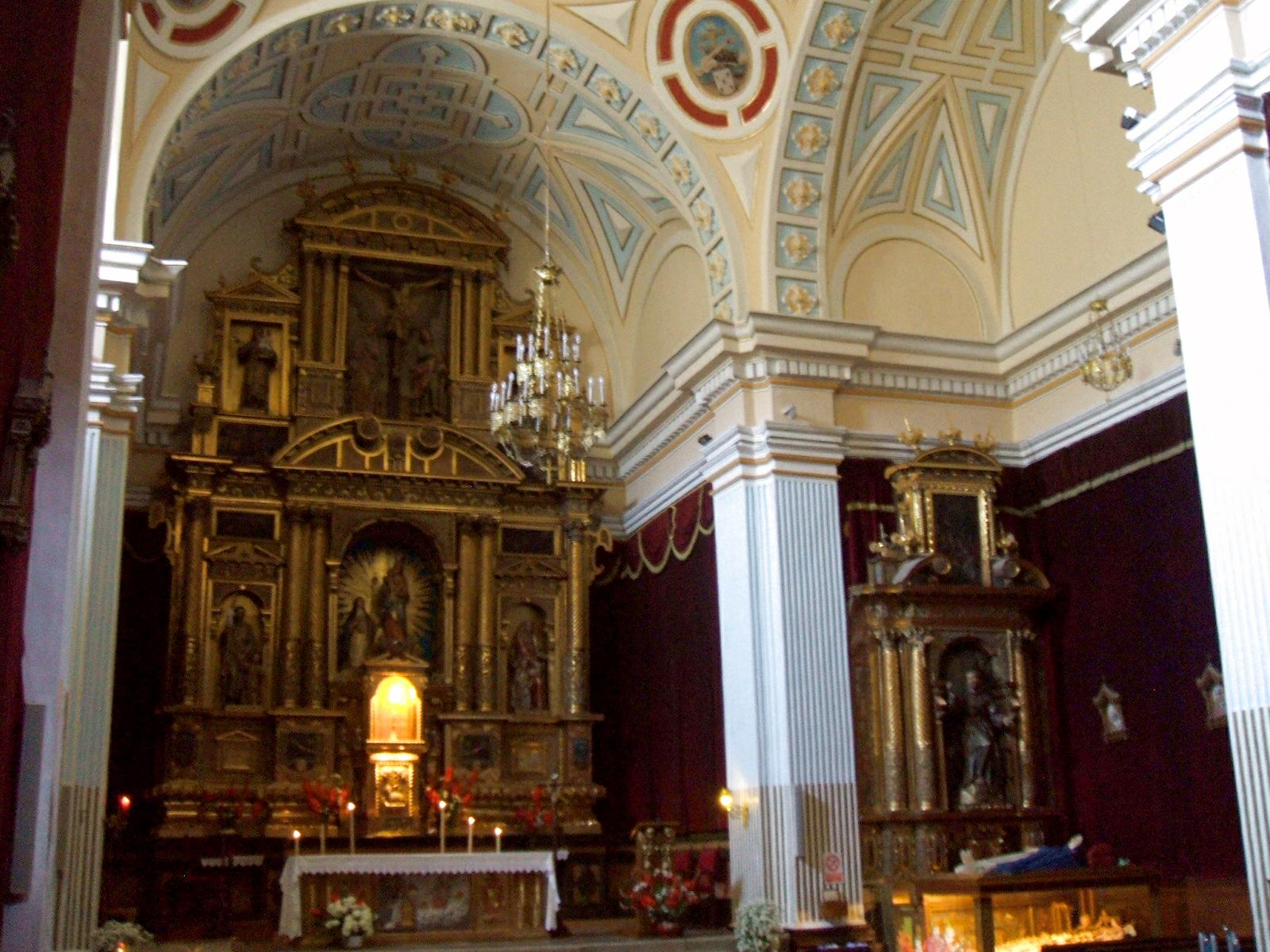
Interior de la iglesia del convento.
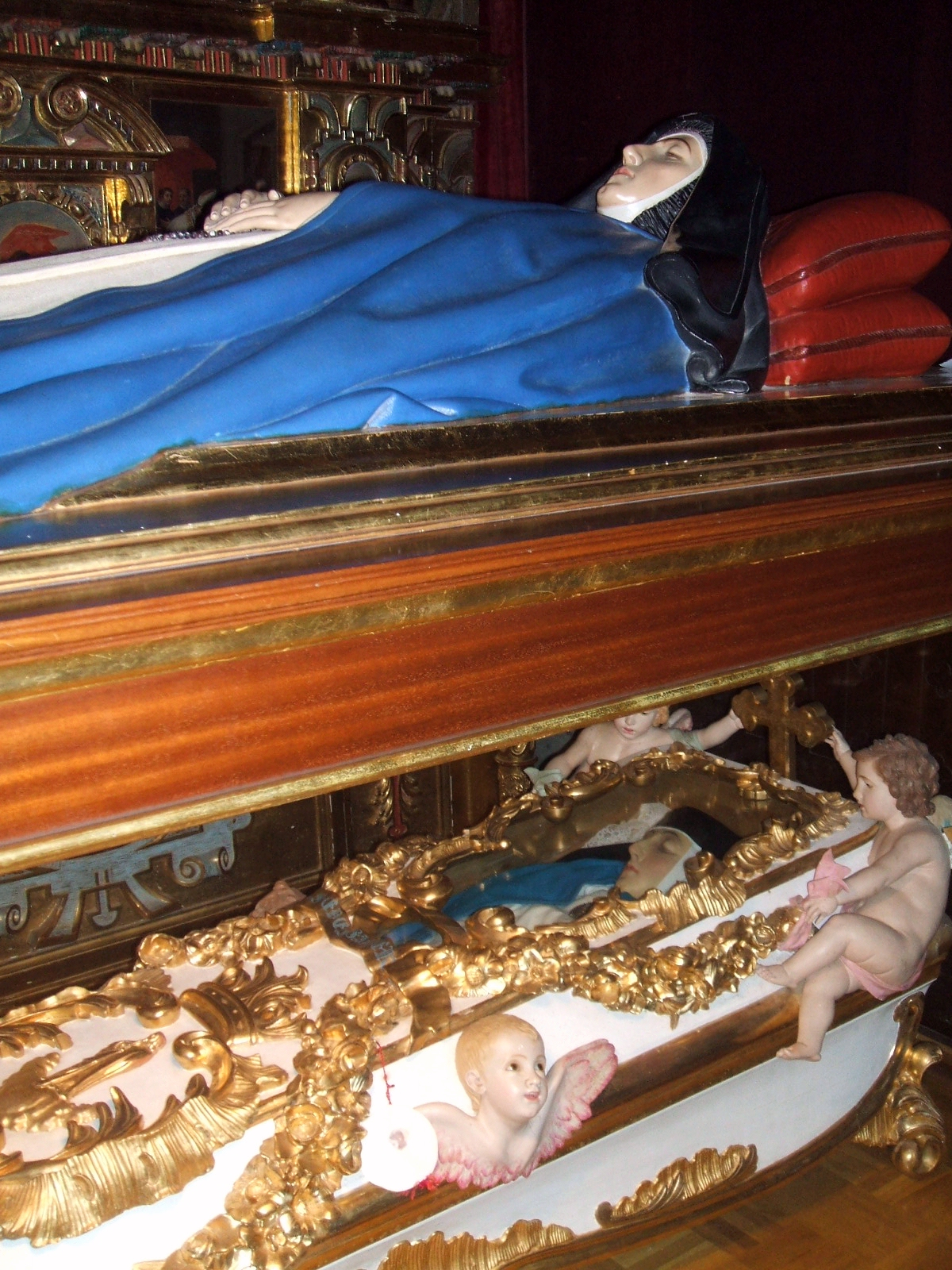
Estatua yacente (arriba) y cuerpo incorrupto (debajo) de Sor María Jesús de Ágreda.